# Wilhelm Rosenberger
Wilhelm Rosenberger (* 21. Mai 1891 in Frankfurt am Main; † 12. August 1979 in Mittelberg, Vorarlberg) war ein deutscher Verbandsfunktionär. Rosenberger war während der 1920er und 1930er Jahren Geschäftsführer des in der Spätphase der Weimarer Republik politisch sehr einflussreichen Deutschen Herrenklubs.

## Leben und Tätigkeit
Nach dem Schulbesuch studierte Rosenberger u. a. als Rhodes-Scholar in Oxford. 1919 wurde er an der Universität Leipzig mit einer Arbeit über den politischen Einfluss des englischen Herrschers während der ersten Regierungsjahre der Königin Victoria promoviert.
Nach der Gründung des Deutschen Herrenklubs wurde Rosenberger Geschäftsführer des Klubs. Zugleich wurde er Leiter der sogenannten „Mittelstelle des Ringes“, dem organisatorischen Zentrum der von Heinrich von Gleichen initiierten Ring-Bewegung, in der eine Reihe von dem Herrenklub nachgelagerten Herrengesellschaften im ganzen Land zusammengefasst waren. Vom Büro der Mittelstelle aus koordinierte Rosenberger die kooperative Zusammenarbeit des Herrenklubs und seiner Ableger. Zugleich war er Schriftleiter der von Heinrich von Gleichen herausgegebenen Zeitschrift Der Ring.
Im Oktober 1932, als der Herrenklub zur Zielscheibe der nationalsozialistischen Propaganda wurde, die den Klub die treibende Kraft hinter der Regierung von Papen hinstellte, definierte Rosenberger die Aufgabenstellung des Klubs folgendermaßen, wobei er auch seine eigene politische Einstellung offen legte:
"Der Name des Deutschen Herrenklubs ist entstanden aus der politischen Grundüberzeugung meines Freundeskreises, dass staatspolitische Führung eine Angelegenheit Weniger ist und bleiben muß. Das demokratische Zeitalter hat diese Tatsache nicht zu beseitigen vermocht. Im Rahmen des Herrenklubs sollte die politische Schicht angesprochen werden, die nur durch Auslese und Zusammenführung der Persönlichkeiten von Leistung, Tradition und Position entstehen kann. Nur im gesellschaftlich geschlossenen und persönlich übersehbarer Kreise ist es möglich eine sachlich und charakterlich zutreffende Beurteilung einzelner Persönlichkeiten zu erreichen."
Nach dem Zweiten Weltkrieg lebte Rosenberger in Mittelberg (Vorarlberg).

## Schriften
- Der politische Einfluss des englischen Herrschers 1837–61, 1919. (Dissertation)
- "Zwischen Allmacht und Ohnmacht des Staates", in: Der Ring 1 (1928) vom 19. Februar 1928, S. 148.